# برتیل نوردال
برتیل نوردال (سوئدی: Bertil Nordahl; ۲۶ ژوئیهٔ ۱۹۱۷ – ۱ دسامبر ۱۹۹۸) بازیکن و مربی فوتبال اهل سوئد بود.
از باشگاه‌هایی که در آن بازی کرده‌است، می‌توان به باشگاه فوتبال آتالانتا اشاره کرد.
وی به‌همراه تیم ملی فوتبال سوئد در بازی‌های المپیک تابستانی ۱۹۴۸ به مقام قهرمانی دست پیدا کرده‌است.